# Resolution 178 des UN-Sicherheitsrates
Die Resolution 178 des UN-Sicherheitsrates ist eine Resolution, die der Sicherheitsrat der Vereinten Nationen in der 1033. Sitzung am 24. April 1963 einstimmig beschlossen hat.

## Hintergrund
Am 8. April 1963 drangen portugiesische Streitkräfte von Portugiesisch-Guinea in senegalesisches Territorium bei Bouniak ein.

## Inhalt
Zunächst zeigt sich der Sicherheitsrat besorgt, dass es zu weiteren Spannungen zwischen den beiden Parteien kommen könnte. Er bedauert den Vorfall und fordert die Regierung Portugals dazu auf, alles Mögliche zu tun, damit die Souveränität und Integrität Senegals zu verhindern. Zum Schluss fordert der Sicherheitsrat den Generalsekretär dazu auf, die Situation weiterhin zu beobachten.